# 余树勋
余树勋（1919年3月23日—2013年10月20日），中国园林专家，中科院北京植物园研究员，享受政府特殊贡献津贴。

## 生平
1919年生于北京，1942年毕业于浙江大学园艺系。1942年至1948年担任云南大学农学院助教及讲师。1948年至1949年赴越南河内大学进修热带植物。1949年至1951年在丹麦皇家学院学习造园学。1952年至1964年在武汉大学园艺系、华中农学院园林专业、武汉城市建设学院园林系、北京林学院城市及居民区绿化专业、北京农学院园林专业担任（兼）任教。1953年主持设计武汉解放公园。1964年至1988年在中国科学院植物研究所从事研究工作。1980年至1981年作为访问学者赴美国明尼苏达大学风景树木园林专业进修。
2013年10月20日在北京逝世，享年94岁。